# Madžo no tabitabi
Madžo no tabitabi (japonsky 魔女の旅々) je japonská série light novel, kterou píše Džógi Širaši a ilustruje Azure. Sérii vydává nakladatelství SB Creative od dubna 2016, a to pod svou značkou GA Novel. Mangu kreslí Icuki Nanao a publikuje ji od listopadu 2018 společnost Square Enix ve svém časopisu Manga UP!. Dohromady byly vydány tři svazky mangy. Light novely jsou v Severní Americe licencovány nakladatelstvím Yen Press a manga Square Enixem. Televizní anime seriál, který vyrobilo studio C2C, byl premiérově vysílán od října do prosince 2020.

## Příběh
Mladá dívka Elaina je okouzlená příběhy o Niké a plánuje se stát čarodějnicí, která bude jako Niké cestovat po světě. Díky svému odhodlání a studiu knih a magie se stala nejmladší čarodějnickou učednicí, která složila kouzelnickou zkoušku. Když se však snaží najít někoho, kdo by jí trénoval a pomohl ji stát se plnohodnotnou čarodějnicí, je kvůli svým mimořádným talentům odmítnuta. Jedno dne však narazí na Fran, čarodějnici hvězdného prachu, která ji přijme za svoji učednici. Poté, co získá titul čarodějnice popela, se Elaina vydává na cestu kolem světě, aby našla a prozkoumala nová místa a tamější obyvatele.

## Postavy
- Elaina (japonsky イレイナ, Ireina), známá jako „čarodějnice popela“ (japonsky 灰の魔女, Hai no madžo)

Dabing: Kaede Hondo
- Fran (japonsky フラン, Furan), známá jako „čarodějnice hvězdného prachu“ (japonsky 星屑の魔女, Hošikuzu no madžo)

Dabing: Kana Hanazawa
- Saja (japonsky サヤ), později známá jako „čarodějnice uhlí“ (japonsky 炭の魔女, Sumi no madžo)

Dabing: Tomojo Kurosawa
- Sheila (japonsky シーラ, Šíra), známá jako „čarodějnice noci“ (japonsky 夜闇の魔女, Jaan no madžo)

Dabing: Jóko Hikasa
- Mina (japonsky ミナ)

Dabing: Minami Takahaši

## Produkce
V jednu chvíli Džógi Širaši přemýšlel nad tím, zda se mu podaří stát profesionálním spisovatelem, byl však zklamán svými vyhlídkami. V danou dobu narazil na službu Kindle, kterou provozuje Amazon, s jejíž pomocí si mohou autoři svá díla samovydávat. Série se tak poprvé objevila roku 2014 v elektronickém formátu. Širaši řekl, že se inspiroval příběhy a materiály mnoha žánrů a formátů. Uvedl například časopis National Geographic a ekologii zvířat a rostlin, které se v sérii staly inspirací pro různé země a stvoření. Také řekl, že se při tvorbě příběhu zaměřuje jako první na zasazení a svět.

## Média

### Light novely
Sérii odkoupilo nakladatelství SB Creative, které ji vydává ve formě light novel pod svou značkou GA Novel. Jednotlivé svazky ilustruje Azure, přičemž první z nich byl vydán 15. dubna 2016 a šestnáctý 12. března 2021. Americké nakladatelství Yen Press vydalo první svazek 28. ledna 2020.

#### Seznam svazků
| Č. | Datum vydání       | ISBN                                                       |
| -- | ------------------ | ---------------------------------------------------------- |
| 1  | 15. dubna 2016     | 978-4-79-738435-2                                          |
| 2  | 15. července 2016  | 978-4-79-738816-9                                          |
| 3  | 15. prosince 2016  | 978-4-79-738924-1                                          |
| 4  | 15. července 2017  | 978-4-79-739286-9                                          |
| 5  | 15. listopadu 2017 | 978-4-79-739399-6                                          |
| 6  | 15. března 2018    | 978-4-79-739565-5                                          |
| 7  | 14. července 2018  | 978-4-79-739613-3                                          |
| 8  | 15. listopadu 2018 | 978-4-79-739715-4 ISBN 978-4-79-739612-6 (speciální edice) |
| 9  | 15. dubna 2019     | 978-4-8156-0099-0                                          |
| 10 | 9. srpna 2019      | 978-4-81-560170-6 ISBN 978-4-81-560171-3 (speciální edice) |
| 11 | 14. listopadu 2019 | 978-4-81-560374-8                                          |
| 12 | 14. dubna 2020     | 978-4-81-560377-9 ISBN 978-4-81-560376-2 (speciální edice) |
| 13 | 14. července 2020  | 978-4-81-560486-8 ISBN 978-4-81-560485-1 (speciální edice) |
| 14 | 14. října 2020     | 978-4-81-560488-2 ISBN 978-4-81-560487-5 (speciální edice) |
| 15 | 10. prosince 2020  | 978-4-81-560797-5                                          |
| 16 | 12. března 2021    | 978-4-81-560829-3 ISBN 978-4-81-560828-6 (speciální edice) |
| 17 | 16. července 2021  | 978-4-81-560831-6 ISBN 978-4-81-560830-9 (speciální edice) |
| 18 | 14. ledna 2022     | 978-4-81-561027-2                                          |

### Manga
Manga, kterou kreslí Icuki Nanao, je vydávána od 29. listopadu 2018 v aplikaci a na webových stránkách Manga UP! společnosti Square Enix. První svazek byl vydán 12. dubna 2019. Square Enix mimo jiné publikuje i anglický překlad mangy.

#### Seznam svazků
| Č. | Datum vydání      | ISBN              |
| -- | ----------------- | ----------------- |
| 1  | 12. dubna 2019    | 978-4-75-756093-2 |
| 2  | 25. prosince 2019 | 978-4-75-756429-9 |
| 3  | 7. prosince 2020  | 978-4-75-756991-1 |

### Anime
Dne 19. října 2019 byl během živého přenosu události „GA Fes 2019“ oznámen televizní anime seriál. Animovalo jej studio C2C a režíroval Tošijuki Kubooka. O scénář se postaral Kazujuki Fudejasu a postavy navrhl Takeši Oda. Hudbu k seriálu složil AstroNoteS a byla vydána 27. ledna 2021 v samostatném albu. Televizní stanice AT-X premiérově vysílala 12 dílů od 2. října do 18. prosince 2020. Úvodní znělkou seriálu se stala píseň „Literature“ (japonsky リテラチュア, Riteračua) od Reiny Uedové a závěrečnou znělkou „Haiiro no sága“ (japonsky 灰色のサーガ), kterou nazpívala ChouCho.
Společnost Funimation odkoupila distribuční práva a streamovala seriál na svém webu v Severní Americe a na Britských ostrovech. AnimeLab jej souběžně vysílalo v Austrálii a na Novém Zélandu a Wakanim streamovalo jednotlivé díly v evropských zemích. Muse Communication licencovalo seriál v jihovýchodní a jižní Asii a streamovalo ho na youtubovém kanálu Muse Asia. Dne 3. prosince 2020 Funimation oznámilo, že plánuje seriál vydat v anglickém znění. První díl měl premiéru následujícího dne.

#### Seznam dílů
| Č. v seriálu | Původní název                                                                            | Režie            | Scénář            | Premiéra v Japonsku |
| ------------ | ---------------------------------------------------------------------------------------- | ---------------- | ----------------- | ------------------- |
| 1            | Madžo minarai Ireina 魔女見習いイレイナ                                                  | Ajumu Uwano      | Kazujuki Fudejasu | 2. října 2020       |
| 2            | Mahócukai no Kuni 魔法使いの国                                                           | Hiroši Kimura    | Kazujuki Fudejasu | 9. října 2020       |
| 3            | Hana no jó ni karen'na kanodžo 花のように可憐な彼女Bindzume no šiawase 瓶詰めの幸せ      | Džun Takahaši    | Kazujuki Fudejasu | 16. října 2020      |
| 4            | Min naki kuni no ódžo 民なき国の王女                                                     | Takeši Nišino    | Kazujuki Fudejasu | 23. října 2020      |
| 5            | Óricu seresuteria 王立セレステリア                                                       | Ajumu Uwano      | Kazujuki Fudejasu | 30. října 2020      |
| 6            | Šódžiki mono no kuni 正直者の国                                                          | Satoši Saga      | Kazujuki Fudejasu | 6. listopadu 2020   |
| 7            | Tabibito ga kizamu kabe 旅人が刻む壁Budó fumi no šódžo ぶどう踏みの少女                  | Džun Takahaši    | Kazujuki Fudejasu | 13. listopadu 2020  |
| 8            | Kirisaki ma 切り裂き魔                                                                   | Ajumu Uwano      | Kazujuki Fudejasu | 20. listopadu 2020  |
| 9            | Sakanoboru nageki 遡る嘆き                                                               | Hiroki Itai      | Kazujuki Fudejasu | 27. listopadu 2020  |
| 10           | Futari no šišó 二人の師匠                                                                | Hiroki Ikešita   | Kazujuki Fudejasu | 4. prosince 2020    |
| 11           | Futari no deši 二人の弟子                                                                | Takeshi Nišino   | Kazujuki Fudejasu | 11. prosince 2020   |
| 12           | Aritoarajuru arifureta Hai no madžo no monogatari ありとあらゆるありふれた灰の魔女の物語 | Tošijuki Kubooka | Kazujuki Fudejasu | 18. prosince 2020   |

## Přijetí
Roku 2018 se série objevila na devátém místě v kategorii tankóbon v light novel průvodci Kono Light Novel ga sugoi!, který každým rokem vydává nakladatelství Takaradžimaša. V roce 2019 se umístila na šestém místě, přičemž na něm se umístila i v roce 2020.